# The WB
ザ・ワーナー・ブラザース・テレビジョン・ネットワーク（略称：The WB）は、1995年から2006年まで存在したテレビ局である。2006年9月18日にCBSコーポレーションとワーナー・ブラザースが合同でCWテレビジョンネットワークを設立したのに伴い、The WBは閉局し、その翌晩にCWテレビジョンネットワークが開局した。2008年から2013年まで、ワーナー・ブラザースは、大手オンラインネットワークとしてThe WBを開局した。

## 歴史
同業者であるUPNと同じく、The WBもまた、フィナンシャル・インタレスト＆シンジケーション・ルール（フィンシン・ルール）が廃止され、メディア所有に関するFCCの規制が緩和されたことに対する反応から設立された。また、フォックス放送の成功や、1980年代後半から1990年代前半にかけて行われた『ベイウォッチ』や『新スタートレック』などのシンジゲート放送もThe WBの放送に関係していた。Nielsen Ratingsにおけるケーブルテレビ局やレンタルビデオ業の成長のため、独立テレビ局との競争にも苦しんでいた。The WB開局のルーツは、ワーナー・ブラザースとクリス・クラフト・インダストリーズ（Chris-Craft Industries）グループ参加のテレビ局による合弁企業PTEN (Prime Time Entertainment Network)にもある。この企業は、The CWの遠い‘祖先’ともみられるし、The WBとUPNの‘先輩格’ともみられる。

### 1995年 - 1997年
1995年1月の開局当時、The WBは毎週水曜日の夜に2時間だけ放送していた。WBの加盟局はアフリカ系アメリカ人やヒスパニックが多い都市にある局が多く、アフリカ系アメリカ人の俳優が演じるコメディが多数放送された。最初の9ヶ月で放送された5つの番組のうち、The Wayans Bros.、The Parent 'Hood、Sister, Sister（ABCが打ち切り後に放送）、Unhappily Ever Afterは1年後に更新がなされたが、パッとした視聴率を稼げたものはなかった。このとき、The WBはKids' WBという子供向けの放送枠を設けた。この時間帯には『タイニー・トゥーン』や『アニマニアックス』や『バットマン』などといったワーナー・ブラザース（ただしどれもFOXで制作されているか、シンジゲート制作がなされている。）の大ヒット番組、新しく制作された番組やオリジナル番組が放送された。1995年から1996年にかけて、日曜日の夜にも放送し始めたが、カーク・キャメロン主演のカードラマ『カーク』や深夜メロドラマの『サバナ』を含めた新番組の中で大ヒットを飛ばしたものはなかった。それでもなお、1996年から1997年にかけてThe WBは月曜夜にも放送枠を広げたが、家族ドラマ7th Heavenや、The Steve Harvey ShowやThe Jamie Foxx Show等といったコメディ番組においては地味にヒットしただけだった。

### 1997年 - 2000年
1997年3月、The WBは『サバナ』の後番組として『バフィー 〜恋する十字架〜』の放送を開始した。この番組は、低迷が続いていたThe WBにとって最初のヒットとなり、月曜夜の番組として開局以来最高の視聴率を記録した。多くのティーンエイジャーの視聴者だけでなく、新たな広告主までをも寄せた。『バフィー 〜恋する十字架〜』シリーズの成功を受けて、The WBは10代の若者をターゲットにした市場が砕かれていることを知らせるためにわざと放送時間を変更した。かつて『ビバリーヒルズ高校白書』や『Parker Lewis Can't Lose』といったティーン向けの番組を放送してきたFOX放送が『アリー my Love』といった大人をターゲットにした番組を放送しだした一方、The WBはティーン向けチャンネルとしての一歩を踏み出した。The WBのブレークアウトはうまくいき、1998年に初回放送がなされた『ドーソンズ・クリーク』はティーンエイジャーの少女の間で人気が高まり、最高視聴率をたたき出した。『バフィー 〜恋する十字架〜』の人気は、The WBの新しい夜の放送枠"New Tuesday"全体のヒットにつながり、このときの7th Heavenの視聴率は81%上がった。これら3番組のヒットに続いて、The WBは翌シーズンに、大学を舞台にした学園ドラマ『フェリシティの青春』や、ウイッカをテーマにした『チャームド』で10代のファン層を築き続けていき、いずれの番組も初回視聴率の最高記録を更新した。（前者は710万人が、後者は770万人が見た。）また、このとき"7th Heaven"は局の最高視聴率をたたき出し、1999年2月8日に放送された回は1250万人が見て、局の最高視聴率を記録した『ドーソンズ・クリーク』を抜いた。1999年から2000年にかけてThe WBは金曜夜にも放送枠を広げ、『ロズウェル 星の恋人たち』や『エンジェル』（『バフィー 〜恋する十字架〜』のスピンオフで、7500万人という開局史上2番目に高い最高初回視聴者数率を出した）といった新番組が放送された。このころ、The WBは、視聴者とそれぞれの人口をつかんだ。

## 子供向け番組
The WBはKids' WBという子供向けの放送枠を設けた。この時間帯には『タイニー・トゥーン』や『アニマニアックス』や『バットマン』などといったワーナー・ブラザース（ただしどれもFOXで制作されているか、シンジゲート制作がなされている。）の大ヒット番組、新しく制作された番組やオリジナル番組が放送された。
1996年にターナー・ブロードキャスティング・システムとタイム・ワーナーが合併した後、Kids' WBはカートゥーン・ネットワークと同盟を結び、次第に多くの番組を分け合うようになった。

### 1998年 - 2000年
1999年、日本のテレビ東京からシンジゲートを受けてThe WBが『ポケットモンスター』のアメリカ版を放送したところ、広範囲にわたってポップ・カルチャー現象を巻き起こすほどの人気を博した。The WBは『遊☆戯☆王デュエルモンスターズ』の英語版も放送し、多大なる人気を博した。

### 2000年 - 2005年
Kids' WBはアニメシリーズを主に放送したが、映画『Zolar』や、『JammX Kids All-Star Dance Specials』といった実写作品も放送された。2001年にはR. L. Stineの『The Nightmare Room』をテレビシリーズ版が放送されたが、1シーズンにも満たないうちに打ち切りになった。

### 2006年 - 2008年
1996年にタイム・ワーナーとターナー・ブロードキャスティング・システムが合併したために、Kids'WBはカートゥーン・ネットワークと分け合う番組が増えてきてしまっていたが、カートゥーン・ネットワークがFox Kidsよりも人気が出てきてしまったため、経済的な魅力を失ってしまったKids' WBは、子供の視聴者が昼間に放送されるケーブルテレビ番組を見るようになってしまったと考え、昼間は実写のトークアクションやシチュエーションコメディの再放送だけを放送するようになってしまった。2005年3月31日、The WBはKids' WBの平日放送を2006年1月2日をもって取りやめることを発表した。2005年3月31日以降もKids' WBの放送は続けられたが、1月までに番組や週特集が続けられ、カートゥーン・ネットワークのMiguzi放送枠の広告やKids' WBが土曜午後に放送枠が移動するという「お知らせ」も放送された。デイタイム WBが始まった後、Kids' WBの土曜朝の放送枠は一時間までに拡大した。The CW Daytimeも非公式に収録が行われているが、放送枠の宣伝自体には明確な名前が出ていない。

### 2008年以降
2007年8月2日、The WBの後継局であるThe CWは2008年5月初頭に子供向け広告の制限やケーブルテレビとの競争のためにKids' WBを終えることを伝えた。なお、The CWはワーナー・ブラザースとCBSとの合同企業である。実際、Kids' WBは2008年5月18日に終了し、放送時間帯は4キッズエンタテインメントが買った。2008年から2009年の間、4キッズエンタテイメントは、現在フォックス放送で2009年までに放送されることになっている4キッズTVとThe CW4キッズという2つの異なる放送枠で土曜朝に放送を行っている。また2008年から2015年まで、ワーナー・ブラザースは、大手オンラインネットワークとしてKids' WBを開局した。

## 基地局
1990年代半ばにThe WBが開局した時、The WBはチャンネル名をWBもしくはThe WBとし、チャンネル番号をコールサインの後ろにつけた。200年代に入ってからコールサインはFCCの定める最少文字数までに縮められた。

### ニューヨーク・セントルイス
ニューヨーク市の WPIXとセントルイスのKPLR-TVは共にWB11と表記した。フォックス放送にはこの方式を使う計画があり、CBSは自身のOwned-and-operated stationにCBS Mandateを採用し、NBCやABCも似たような方式を採用しているが、NBCやABCの場合はそのような命名案はない。フォックス放送やUPNはすべての基地局に命名スキームを設けてはいるが、The WBはそこまでしなかった。

### シカゴ・ロサンゼルス
シカゴとロサンゼルスの基地局にはこのような命名スキームは当てはまらない。シカゴのWGN-TV（199年にThe WBの番組が放送されなくなった後スーパーステーションの供給を受けた）は、WGN9シカゴという名前を使った。開局当時、このロゴは"Gをひっくり返してできた9"の中にThe WBのロゴが入っているというデザインだったが、2001年にはこの中に9の数字が入っているというデザインに変更された。トリビューンのWB基地局は、ロサンゼルスのKTLAの’KTLA, The WB’のように基地局のロゴの中にThe WBのロゴを入れたり、基地局名の後にThe WBの名前を入れることがあった。

### その他の地域
多くの基地局は"市名's WB"という命名方式をとっていた。例えばヒューストンのKIAH（旧：KHWB）は、 "Houston's WB"というチャンネル名にしており、ボストンのWLVIは"Boston's WB"、テキサス州のダラスとフォートワースをカバーするKDAFは"Dallas/Ft. Worth's WB"、ワシントンDCのWDCW（旧：WBDC）は"Washington's WB."とそれぞれ呼ばれていた。また、ニューヨーク州のオールバニの WCWNの"Capital Region's WB"、ハワイ州ホノルルのKFVEの "Hawaii's WB" 、テネシー州ノックスビルのWBXX-TVの "East Tennessee's WB" といったように、特定の都市名の代わりに地域名を使うところや、ペンシルベニア州フィラデルフィアにあるWPHL-TVの"Philadelphia's WB17"やアラバマ州モービルにある WBPGの"The Gulf Coast's WB55"といったようにチャンネル番号をつけるところもあった。多くのThe WB 100+の基地局はこれらに合わせて"（市名もしくは地域名）'s WB"という命名方式をとっている。